# Buđavi sir
-{
}-

Buđavi sir ili plavi sir je sir napravljen pomoću kultura plesni Penicillium, koja ostavlja mesta ili žile pleni u siru. One mogu da variraju po boji kroz opseg nijansi plave i zelene. Ovo daje izrazit miris, bilo od toga, bilo od različitih posebno kultivisanih bakterija. Neki plavi sirevi su ubrizgani sporama pre nego što se stvori vurda, a kod drugih se spore pomešaju sa sirom nakon što nastane. Plavi sirevi obično stare u temperaturno-kontrolisanom okruženju kao što je pećina. Plavi sir se može neposredno jesti ili se može mazati, drobiti ili topiti preko niza drugih namirnica. Plavi sir je poznat po svojoj oštroj kremastoj teksturi.
Karakteristični ukus plavih sireva obično je oštar i slan. Miris ove hrane nastaje zbog plesni i vrsta bakterija podstaknutih da rastu na siru: na primer, bakterija Brevibacterium linens odgovorna je za miris mnogih plavih sireva, kao i za zadah stopala i druge ljudske telesne zadahe.

## Istorija
Smatra se da je plavi sir otkriven slučajno kada su sirevi bili uskladišteni na prirodnim temperaturama i u pećinama pod kontrolom vlage, što je povoljno okruženje za mnoge vrste bezopasnih plesni. U pećinama je bilo vlažno tako da se formirala plesan. Prema legendi, jedan od prvih plavih sireva je bio Rokfor, koji formira plesan Penicillium roqueforti.
Gorgonzola je jedan od najstarijih poznatih plavih sireva. On je stvoren je oko 879. godine, iako se kaže da nije sadržavao plave žile do oko 11. veka. Stilton je relativno nov dodatak, koji je postao popularan početkom 1700-ih.

## Produkcija
Slično kao i kod drugih sorti sira, postupak izrade plavog sira sastoji se od šest standardnih koraka. Međutim, potrebni su dodatni sastojci i postupci koji ovom siru sa plavim venama daju posebna svojstva. Na početku, komercijalna proizvodnja plavog sira sastoji se od dve faze: gajenja pogodnih inokuluma bogatih sporama i fermentacije radi postizanja maksimalnog, tipičnog ukusa.

### inokulum
U prvoj fazi proizvodnje priprema se inokulum Penicillium roqueforti pre stvarne proizvodnje plavog sira. Da bi se to postiglo, može se koristiti više metoda. Međutim, sve metode uključuju upotrebu liofilizovane kulture Penicillium roqueforti. Iako se Penicillium roqueforti može naći prirodno, proizvođači sira danas koriste komercijalno proizvedeni Penicillium roqueforti. Prvo, Penicillium roqueforti se ispere sa čiste agarne biljne kulture koje se kasnije zamrzne. Tokom procesa smrzavanja, voda iz zamrznutog stanja se uparava bez prelaska kroz tečno stanje (sublimacija). Ovim se zadržava vrednost kulture, koja se aktivira dodavanjem vode.
So, šećer ili oboje se dodaju u autoklavirano, homogenizovano mleko sterilnim rastvorom. Zatim se ova smeša inokuliše sa Penicillium roqueforti. Ovaj rastvor se prvo inkubira tokom tri do četiri dana na 21—25 °C (70—77 °F). Dodaje se još soli i/ili šećera, a zatim se aerobna inkubacija nastavlja još jedan do dva dana. Alternativno, sterilisano, homogenizovano mleko i rekonstituisana čvrsta supstanca bez masti ili čvrsta supstanca surutke se pomešaju sa sterilnom solju da bi se dobio fermentacioni medijum. Zatim se dodaje kultura bogata sporama Penicillium roqueforti. Potom se dodaje modifikovana mlečna mast koja se sastoji od mlečne masti sa telećom pre-želučanom esterazom. Ovaj rastvor se unapred priprema enzimskom hidrolizom emulzije mlečne masti. Dodatak modifikovane mlečne masti stimuliše progresivno oslobađanje slobodnih masnih kiselina dejstvom lipaze, što je neophodno za brzi razvoj ukusa u plavom siru. Ovaj inokulum proizveden bilo kojim postupkom se kasnije dodaje u sirnu masu.

### Produkcija i fermentacija
Prvo se sirovo mleko (bilo od goveda, koza ili ovaca) meša i pasterizuje na 72 °C (162 °F) tokom 15 sekundi. Zatim dolazi do zakiseljavanja: dodaje se početna kultura, kao što je Streptococcus lactis, da bi se laktoza promenila u mlečnu kiselinu, menjajući tako kiselost mleka i pretvarajući ga iz tečnog u čvrsto stanje. Sledeći korak je koagulacija, gde se dodaje sirište, mešavina renina i drugog materijala koji se nalazi u sluznici želuca teleta da bi se mleko dodatno učvrstilo. Nakon toga, gusta sirna masa se obično seče nožem kako bi se podstaklo ispuštanje tečnosti ili surutke. Što se na manje komade sirnica izreže, to rezultirajući sir postaje gušći i tvrđi.
Nakon što se vurda pretoči u kontejnere da bi se iscedila i formirala u puni točak sira, inokulum Penicillium roqueforti posipa se povrh vude zajedno sa Brevibacterium linens. Zatim se granule vurde spajaj u kalupima da bi se stvorile pogače od sira s relativno otvorenom teksturom. Dalje se drenaža surutke nastavlja tokom 10–48 sati pri čemu se ne vrši pritisak, ali se kalupi često okreću da bi se promovisao ovaj proces. Potom se dodaje so da bi se dobio ukus, kao i da bi delovala kao konzervans, tako da se sir ne kvari tokom procesa soljenja slanom vodom ili suvog soljenja u trajanju od 24–48 sati. Poslednji korak je sazrevanje sira starenjem. Kada je sir sveže napravljen, oni ima veoma slab ili nema ukus plavog sira. Obično je neophodan period fermentacije od 60–90 dana da bi ukus sira bio tipičan i prihvatljiv za prodaju.
Tokom ovog perioda sazrevanja nadgleda se temperatura i nivo vlažnosti u prostoriji u kojoj sir odležava kako bi se osiguralo da se sir ne pokvari ili izgubi svoj optimalni ukus i teksturu. Generalno, temperatura zrenja je oko osam do deset stepeni Celzijusa sa relativnom vlažnošću od 85–95%, ali to se može razlikovati u zavisnosti od vrste plavog sira koji se proizvodi. Na početku ovog procesa sazrevanja, pogače od sira se izbuše kako bi se stvorili mali otvori koji omogućavaju prodiranje vazduha i podržavaju bogati rast aerobnih kultura Penicillium roqueforti, podstičući tako stvaranje plavih vena.
Tokom procesa sazrevanja, ukupan sadržaj ketona se neprestano nadgleda, jer prepoznatljiv ukus i aroma plavog sira proizlaze iz metil ketona (uključujući 2-pentanon, 2-heptanon i 2-nonanon) koji su metabolički proizvodi Penicillium roqueforti. Kada se dostigne određeni nivo ukupne proizvodnje ketona, plavi sir se sterilizuje na ultra visokoj temperaturi tokom kratkog vremenskog intervala, na 130 °C (266 °F) tokom četiri sekunde. Ovaj termički tretman takođe deaktivira Penicillium roqueforti, inhibirajući dalju fermentaciju.

## Toksini iz proizvodnje plavog sira
Penicillium roqueforti, odgovoran za zelenkasto plavi plesnivi aspekt plavog sira, proizvodi nekoliko mikotoksina. Dok su mikotoksini poput rokvefortina, izofumigaklavina A, mikofenolne kiseline i ferihroma prisutni na niskim nivoima, penicilinska kiselina i PR toksin su nestabilni u siru. Zbog nestabilnosti PR toksina i nedostatka optimalnih uslova okoline (temperatura, aeracija) za proizvodnju PR toksina i rokvefortina, opasnosti po zdravlje zbog metabolita  su znatno smanjene. Pored toga, kontaminacija mikotoksinima se dešava na niskim nivoima a velike količine sira se retko konzumiraju, što sugeriše da je malo verovatno da postoji opasnost po zdravlje ljudi. 

## Fizičko-hemijska svojstva

### Struktura
Glavna struktura plavog sira dolazi iz agregacije kazeina. U mleku se kazein ne agregira zbog spoljnog sloja čestice, koji se naziva „dlakavi sloj“. Dlakavi sloj sastoji se od κ-kazeina, koji ima oblik nizova polipeptida koji se pružaju prema spoljašnjosti od centra kazeinske micele. Prepletenost dlakavog sloja između kazeinskih micela smanjuje entropiju sistema jer sputava micele, sprečavajući ih da se šire. Međutim, sirnica nastaje zbog funkcije koju enzimi sirišta igraju u uklanjanju dlakavog sloja u kazeinskoj miceli. Sirište je enzim koji odvaja κ-kazein sa kazeinske micele, uklanjajući tako naprezanje koji nastaje kada se dlakavi sloj zaplete. Kazeinske micele su tada u stanju da se agregiraju kada se sudare jedne sa drugima, formirajući sirnu masu od koje se potom može napraviti plavi sir.

### Rast plesni
i  su plesni kojima je potrebno prisustvo kiseonika za rast. Stoga, početnu fermentaciju sira vrše bakterije mlečne kiseline. Bakterije mlečne kiseline, međutim, nisu postajane pri niskoj pH vrednoti, te sekundarni fermentori, Penicillium roqueforti, preuzimaju i razgrađuju mlečnu kiselinu, održavajući pH u odstojalom siru iznad 6,0. Kako se pH ponovo povećava zbog gubitka mlečne kiseline, enzimi plesni koji su odgovorni za lipolizu i proteolizu su sve aktivniji i mogu nastaviti da fermentišu sir, jer je njihovo dejstvo optimalno pri pH od 6,0.
Penicillium roqueforti stvara karakteristične plave vene u plavom siru nakon što se odstajala sirnica izbuši, formirajući vazdušne tunele u siru. U prisustvu kiseonika, plesan može da raste duž površine interfejsa sirišta i vazduha. Vene duž plavog sira su takođe odgovorne za aromu samog plavog sira. Zapravo, jedna vrsta bakterija u plavom siru, Brevibacterium linens, ista je bakterija odgovorna za zadah stopala i tela. Ranije se smatralo da B. linens daje sirevima njihovu izrazitu narandžastu pigmentaciju, ali studije pokazuju da to nije slučaj, i plavi sir je primer nedostatka te narandžaste pigmentacije. Pri presovanju ovog sira, vurda se čvrsto ne nabija kako bi se omogućilo stvaranje vazdušnih praznina unutar nje. Nakon bušenja, plesan takođe može da izraste između sirnih grumena.

## Literatura
-{
- Besançon, X.; Smet, C.; Chabalier, C.; Rivemale, M.; Reverbel, J.P.; Ratomahenina, R.; Galzy, P. (септембар 1992). „Study of surface yeast flora of Roquefort cheese”. International Journal of Food Microbiology. 17 (1): 9—18. PMID 1476870. doi:10.1016/0168-1605(92)90014-T.
- Ercolini, D.; Hill, P. J.; Dodd, C. E. R. (1. 6. 2003). „Bacterial Community Structure and Location in Stilton Cheese”. Applied and Environmental Microbiology. 69 (6): 3540—3548. PMID 12788761. doi:10.1128/AEM.69.6.3540-3548.2003 .
- Mugampoza, Diriisa; Gkatzionis, Konstantinos; Linforth, Robert S.T.; Dodd, Christine E.R. (јул 2019). „Acid production, growth kinetics and aroma profiles of Lactobacillus flora from Stilton cheese”. Food Chemistry. 287: 222—231. PMID 30857693. doi:10.1016/j.foodchem.2019.02.082.
- Madkor, S.; Fox, P.F.; Shalabi, S.I.; Metwalli, N.H. (јануар 1987). „Studies on the ripening of stilton cheese: Lipolysis”. Food Chemistry. 25 (2): 93—109. doi:10.1016/0308-8146(87)90058-6.
- Addeo, Francesco; Piombino, Paola; Moio, Luigi (мај 2000). „Odour-impact compounds of Gorgonzola cheese”. Journal of Dairy Research. 67 (2): 273—285. ISSN 1469-7629. PMID 10840681. doi:10.1017/S0022029900004106.
- Moio, Luigi; Piombino, Paola; Addeo, Francesco (1. 5. 2000). „Odour-impact compounds of Gorgonzola cheese”. Journal of Dairy Research. 67 (2): 273—285. PMID 10840681. doi:10.1017/S0022029900004106.
- Monti, Lucia; Pelizzola, Valeria; Povolo, Milena; Fontana, Stefano; Contarini, Giovanna (август 2019). „Study on the sugar content of blue-veined 'Gorgonzola' PDO cheese”. International Dairy Journal. 95: 1—5. doi:10.1016/j.idairyj.2019.03.009.
- Davidson, Alan; Jaine, Tom (2014). The Oxford Companion to Food (3 ed.). Oxford University Press. ISBN 9780199677337.

}-

## Spoljašnje veze
-{
- Polowsky, Pat. „Blue”. cheesescience.org.
- Branch, Legislative Services (2019-06-17). „Consolidated federal laws of Canada, Food and Drug Regulations”. laws-lois.justice.gc.ca. Приступљено 2019-08-05.}-